# Amatole (materiały wybuchowe)
Amatole (saletroty) – grupa kruszących materiałów wybuchowych, których głównymi składnikami są azotan amonu (saletra amonowa) i trotyl. Stanowią podgrupę materiałów amonowo-saletrzanych i mają zastosowanie zarówno cywilne (jako górnicze materiały wybuchowe), jak i wojskowe. Podobnymi mieszaninami są sznajderyt (azotan amonu i dinitronaftalen) oraz amonale (azotan amonu i aluminium, także z trotylem).

## Skład i właściwości

### Właściwości fizyczne i chemiczne
Dwuskładnikowe amatole to mieszaniny azotanu amonu i trotylu, w których zawartość saletry mieści się przeważnie w przedziale 40–80%, a zawartość trotylu to pozostałe 20–60%. Stosowane były także mieszaniny o wyższej zawartości saletry amonowej (np. o składzie 90/10). Mieszaniny o zawartości trotylu powyżej 40% mają półpłynną konsystencję po stopieniu, jednak mogą wykazywać tendencję do rozwarstwiania się (opadania ziaren saletry), dlatego konieczne jest czasem dodawanie emulgatorów.
Mają właściwości higroskopijne. W obecności wilgoci może reagować z materiałami takimi jak miedź, mosiądz, brąz, ołów bądź miedziowana stal. W temperaturze wyższej niż punkt topnienia trotylu (rzędu 100–120 °C) może zachodzić powolna reakcja pomiędzy składnikami mieszaniny. Przemiany takiej nie obserwuje się jednak w niższych temperaturach i amatole przechowywane w takich warunkach w szczelnie zamkniętych pojemnikach powinny zachowywać swoje parametry wybuchowe w czasie wielomiesięcznego magazynowania.

### Właściwości wybuchowe
Amatole cechują się wyższą wrażliwością na uderzenie i większą zdolność do detonacji niż czysty trotyl, co związane jest z tarciem wywoływanym przez ziarna azotanu amonu. Dodatkowo znaczenie ma również wielkość ziaren obu składników – im mniejsze rozdrobnienie, tym łatwiejszy jest rozwój detonacji w materiale. Mieszaniny o zawartości trotylu 30–60% mają wrażliwość na uderzenie zbliżoną do kwasu pikrynowego. Z tego powodu nie nadają się do użycia w pociskach dużego kalibru i o dużej prędkości początkowej (np. w pociskach przeciwpancernych). Amatole są mniej wrażliwe na pobudzenie niż trotyl i niewrażliwe na tarcie oraz na przestrzelenie pociskiem.
Wraz ze wzrostem zawartości azotanu amonu maleje prędkość detonacji i kruszność materiału. Większość amatoli ma ujemny bilans tlenowy i w wyniku ich wybuchu powstaje sadza, a więc także czarny dym. Amatol 80/20 cechuje się jednak dodatnim bilansem tlenowym (1,2%), a efektem jego wybuchu jest biały dym, niewidoczny z daleka. Z tego powodu w pociskach artyleryjskich zawierających ten materiał umieszczano czasem dodatkowy ładunek dymny, który pozwalał artylerzystom na obserwację miejsca wybuchu pocisku. Mieszanina stechiometryczna (której skład ma zrównoważony bilans tlenowy) uzyskiwana jest przy stosunku masowym azotanu amonu do trotylu wynoszącym 79:21. Osiągane jest wtedy maksymalne ciepło wybuchu, a w gazowych produktach wybuchu obecne są minimalne ilości toksycznych związków. Średnica krytyczna amatoli zawierających poniżej 85% saletry amonowej wynosi od kilku do kilkunastu milimetrów i rośnie wraz ze wzrostem zawartości azotanu amonu. Na ten parametr może mieć także wpływ rozdrobnienie składników.
| Nazwa        | Zawartość azotanu amonu (%) | Zawartość trotylu (%) | Konsystencja                | Gęstość (g/cm³) | Prędkość detonacji (m/s) | Zdolność do wykonania pracy (cm³) | Temperatura pobudzenia (°C) |
| ------------ | --------------------------- | --------------------- | --------------------------- | --------------- | ------------------------ | --------------------------------- | --------------------------- |
| amatol 40/60 | 40                          | 60                    | półpłynna na gorąco         | 1,54–1,59       | 6470–7440                | 320–350                           |                             |
| amatol 45/55 | 45                          | 55                    | półpłynna na gorąco         | 1,56            | 7020                     | 340–360                           |                             |
| amatol 50/50 | 50                          | 50                    | półpłynna na gorąco         | 1,60            | 5850                     |                                   | 254–265                     |
| amatol 60/40 | 60                          | 40                    | półpłynna na gorąco         | 1,50 1,60       | 6060 5600                | 350–370                           | 270                         |
| amatol 80/20 | 80                          | 20                    | sypka, plastyczna na gorąco | 1,46–1,50 1,60  | 5080–5920 5200           | 370–400                           | 280–300                     |

### Modyfikacje składu
O ile amatole wykorzystywane były w postaci mieszanin dwuskładnikowych, to możliwe jest dodanie innych substancji zmieniających właściwości otrzymanej mieszaniny. Wykorzystane mogą być zarówno inne utleniacze, np. azotan sodu, azotan potasu czy azotan wapnia (obniżające temperaturę topnienia azotanu amonu), jak też dodatki substancji palnych (m.in. mączki drzewnej, pyłu aluminiowego, innych materiałów wybuchowych jak nitroestry czy heksogen, zwiększające parametry energetyczne). Amatole modyfikowane dodatkiem aluminium określa się mianem amonali.
Jeszcze przed I wojną światową stosowano materiały o składzie podobnym do amatoli. Były to m.in. Macarit składający się z 28% trotylu i 72% azotanu ołowiu(II) oraz podobny do niego Piombitto stosowany we Włoszech w pociskach artyleryjskich. W czasie I wojny światowej do napełniania granatów ręcznych i wytwarzania ładunków saperskich stosowano Donarit (80% saletry amonowej, 12% trotylu, 4% nitrogliceryny w postaci żelatynowanej bawełny kolodionowej i 4% mączki drzewnej). W czasie I wojny światowej wykorzystywano w Rosji mieszaninę zawierającą 60% trotylu, 35% azotanu potasu i tylko 4% azotanu amonu, a Brytyjczycy w obu wojnach stosowali Baratol, w którym znajdował się trotyl i azotan baru w stosunku masowym 60:40. W czasie II wojny światowej w Niemczech produkowano amatole o zwiększonych parametrach detonacyjnych poprzez dodanie heksogenu. Były to Amatol 39 (50% trotylu, 5–10% heksogenu i 40–45% saletry amonowej), Amatol 39a (50% dinitrobenzenu, 15% heksogenu i 35% saletry) czy Amatol 40 (50% dinitrobenzenu, 10% heksogenu i 40% saletry).
Modyfikacje składu mieszanin miały duże znaczenie w czasie obu wojen światowych, podczas których występowały niedobory surowców. W czasie I wojny światowej w Niemczech stosowano mieszaninę, w której częściowo lub całkowicie zastępowano trotyl dinitrotoluenem (materiał taki oznaczano jako Di Fp 60/40 – 60% stanowił dinitrotoluen lub jego mieszanina z trotylem). Jako substytutu trotylu, wykorzystywano także trinitroanizol. Natomiast po 1944 roku Niemcom brakowało azotanu amonu, dlatego też zastępowali go azotanem sodu, a potem nawet chlorkiem sodu (czy okazjonalnie krzemianami sodu i potasu). Mimo że mieszaniny takie miały znacznie obniżone parametry detonacyjne, to zachowywały konsystencję i gęstość zwykłych amatoli, dzięki czemu nie było potrzeby zmiany konstrukcji i metody elaboracji amunicji.

## Produkcja

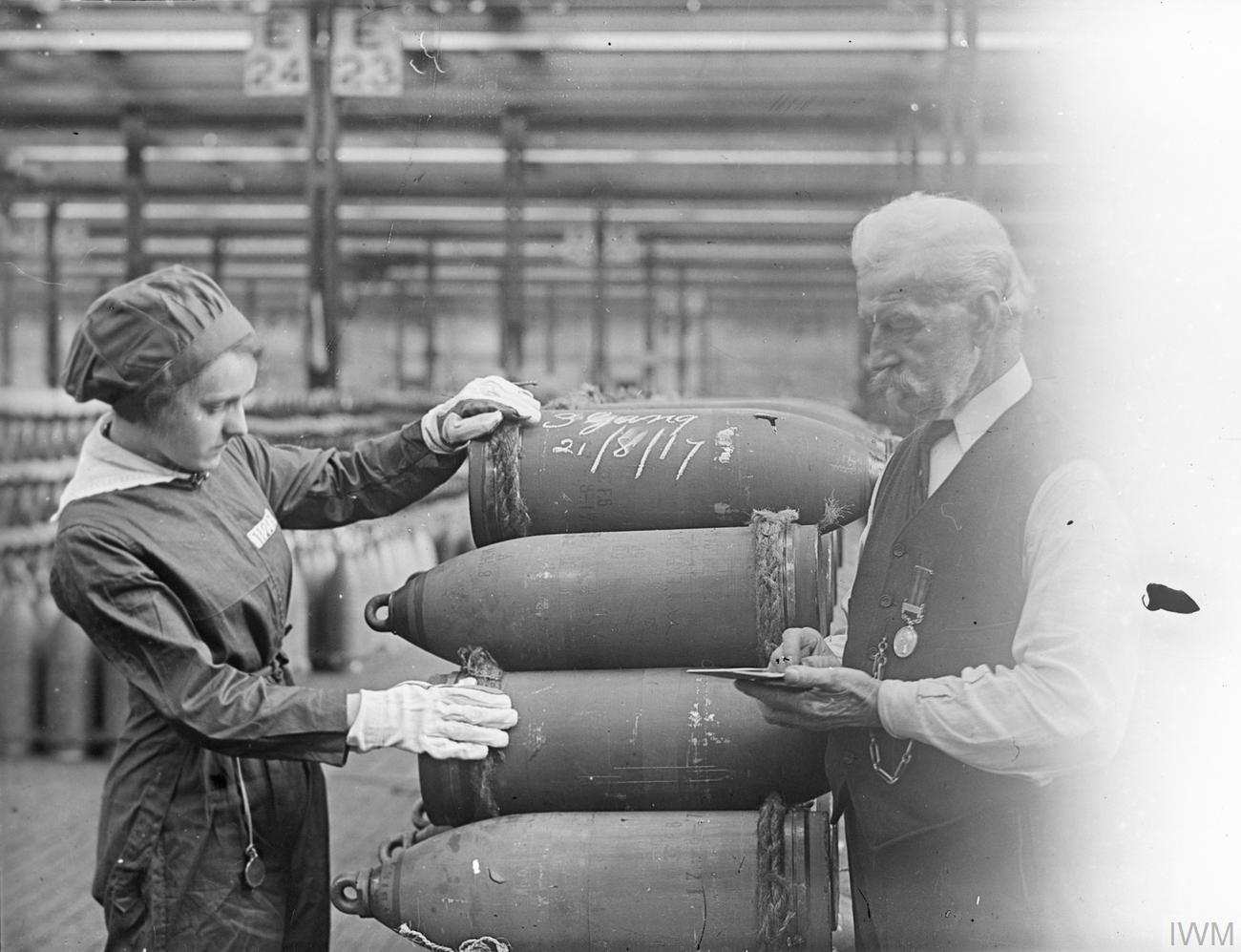
Inspekcja wypełnionych amatolem pocisków artyleryjskich w fabryce National Shell Filling Factory w Chilwell, 21 sierpnia 1917

Otrzymywanie amatoli różni się w zależności od pożądanego składu mieszaniny. Amatol 80/20 produkuje się poprzez umieszczenie w metalowym mieszalniku z płaszczem parowym drobno zmielonego, wysuszonego i przesianego azotanu amonu, który następnie ogrzewa się do 90–95 °C. Dodaje się do niego stopniowo stopiony trotyl przy jednoczesnym mieszaniu. Po wlaniu całego trotylu, całość miesza się w temperaturze ok. 95 °C przez przynajmniej kwadrans. Otrzymana mieszanina, przypominająca wyglądem mokry cukier trzcinowy, jest gotowa do elaboracji pocisków np. za pomocą ślimacznicy. Wykorzystanie nieodpowiednio granulowanego azotanu amonu może prowadzić do rozwarstwiania się mieszaniny podczas elaboracji.
Amatole o zawartości azotanu amonu wynoszącej 60% lub mniej produkuje się w takim samym układzie, jednak w pierwszej kolejności w mieszalniku umieszcza się trotyl, a po jego stopieniu dodaje ogrzany do 90–95 °C azotan amonu (w taki sposób, aby uniknąć zbrylania się saletry). Po dodaniu wszystkich składników, utrzymuje się mieszanie materiału aż do uzyskania jednolitej konsystencji. Temperaturę obniża się następnie do ok. 85 °C i otrzymuje się mieszaninę gotową do elaboracji pocisków.
Amoniak stosowany dawniej do produkcji azotanu amonu mógł pochodzić z procesów suchej destylacji węgla. Otrzymany w ten sposób azotan amonu zawierał szereg zanieczyszczeń, które mogły prowadzić do tworzenia się kawern w zastygającym amatolu

## Zastosowanie

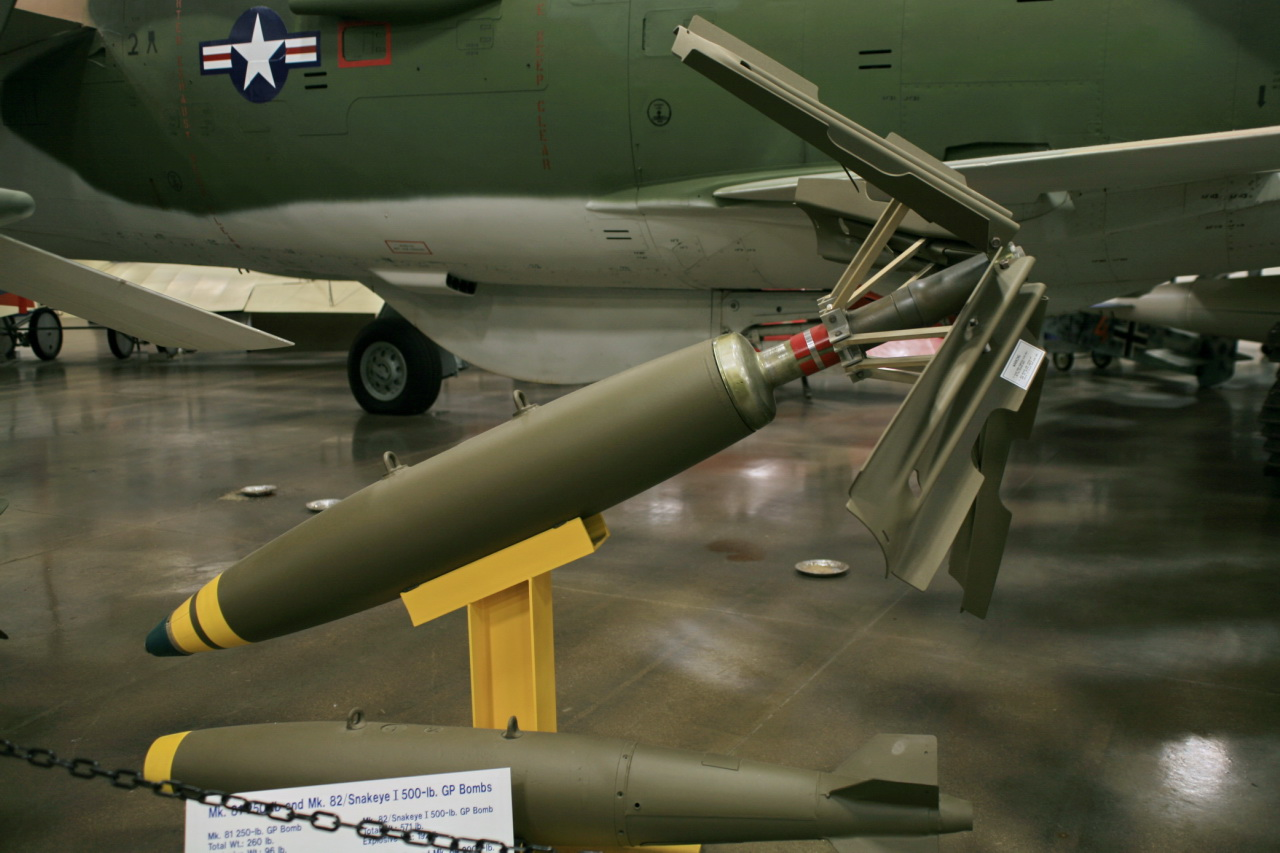
Stany Zjednoczone stosowały amatol jako wypełnienie lotniczych bomb burzących zarówno w czasie II wojny światowej, jak i podczas kolejnych konfliktów. Na zdjęciu bomba Mark 82 używana podczas wojny w Wietnamie (wypełnienie amatolem oznaczane dwoma żółtymi paskami)

Ten rodzaj materiałów wybuchowych został wprowadzony przez Wielką Brytanię w 1915 roku i nazwany Amatol. Podobne mieszaniny stosowano następnie także w innych państwach (np. w Niemczech przyjęły nazwę Füllpulver). Najczęściej wykorzystywano mieszaninę zawierającą 60% trotylu i 40% azotanu amonu (oznaczaną przez Brytyjczyków jako Amatol 40/60, a w Niemczech – Füllpulver 60/40 bądź Fp 60/40). Amatole były na szeroką skalę wykorzystywane w czasie pierwszej i drugiej wojny światowej do napełniania wielu rodzajów amunicji, m.in. granatów ręcznych, pocisków artyleryjskich czy bomb. Przykładowo, amatol 80/20 był stosowany w starszych wersjach rur Bangalore, czy w radzieckich minach przeciwczołgowych (TM-41, TMD-B, TMD-44, TMB-2, TMSB). Materiał ten sprzedawany był również pod nazwą NTNT. Amatole wykorzystywano również w zastosowaniach cywilnych, np. amatol 79/21 (mieszanina stechiometryczna) służyła w ZSRR jako górniczy materiał wybuchowy pod nazwą amonit 6ŻW (ros. Аммонит № 6ЖВ).